# Oligoxystre caatinga
Oligoxystre caatinga är en spindelart som beskrevs av Guadanucci 2007. Oligoxystre caatinga ingår i släktet Oligoxystre och familjen fågelspindlar. Inga underarter finns listade i Catalogue of Life.